# Gladys Davies
Gladys Muriel Davies, född 23 mars 1892 i Bristol, död 1981 i Bristol, var en brittisk fäktare.
Davies blev olympisk silvermedaljör i florett vid sommarspelen 1924 i Paris.